# Roggsjön
Roggsjön är en sjö i Ånge kommun i Medelpad och ingår i Ljungans huvudavrinningsområde. Sjön är 14,4 meter djup, har en yta på 2,7 kvadratkilometer och befinner sig 218 meter över havet. Sjön avvattnas av vattendraget Roggån. Vid provfiske har abborre, gers, gädda och mört fångats i sjön.

## Delavrinningsområde
Roggsjön ingår i det delavrinningsområde (692115-152343) som SMHI kallar för Utloppet av Roggsjön. Medelhöjden är 253 meter över havet och ytan är 14,55 kvadratkilometer. Räknas de 16 avrinningsområdena uppströms in blir den ackumulerade arean 120,12 kvadratkilometer. Roggån som avvattnar avrinningsområdet har biflödesordning 2, vilket innebär att vattnet flödar genom totalt 2 vattendrag innan det når havet efter 88 kilometer. Avrinningsområdet består mestadels av skog (58 procent). Avrinningsområdet har 2,56 kvadratkilometer vattenytor vilket ger det en sjöprocent på 17,6 procent.